# Състезанието Темза Чалъндж Къп: Финална надпревара
"Състезанието Темза Чалъндж Къп: Финална надпревара" (на английски: Thames Challenge Cup Race: Final Heat) е британски документален късометражен ням филм от 1899 година, заснет от режисьора Сесил Хепуърт. Кинолентата показва финалната надпревара на ежегодното състезание по гребане, което се провежда на река Темза в рамките на кралската регата в Хенли на Темза.